# Jelena Gennadjewna Prokofjewa
Jelena Gennadjewna Prokofjewa (russisch Елена Геннадьевна Прокофьева; * 2. August 1994 in Moskau) ist eine russische Synchronschwimmerin. 
Sie gewann bei den Olympischen Spielen 2016 mit dem russischen Team die Goldmedaille in der Gruppenwertung. 2013 und 2015 als Mitglied der russischen Gruppe siegte Prokofjewa bei der Weltmeisterschaft; 2014 und 2016 war Prokofjewa mit der russischen Gruppe Europameisterin.